# El Norte (journal)
Ne doit pas être confondu avec El Norte (film).
El Norte est un quotidien imprimé et distribué à Monterrey, Nuevo León, Mexique.

## Histoire
Au cours des décennies 1970, 1980 et 1990, El Norte remporte d'importants succès en dénonçant la corruption au sein du gouvernement. En raison de ses principes d'indépendance du journalisme, le gouvernement fédéral réduit la fourniture de papier nécessaire à l'impression du journal, de sorte que l'entreprise doit l'importer directement. À la fin, El Norte gagne la bataille contre le monopole gouvernemental de l'époque sur l'importation de papier d'impression (PIPSA).
El Norte est édité par Grupo Reforma (es), qui commence avec la création du journal El Sol en avril 1922, suivi d'El Norte en 1938, du journal Metro de Monterrey en 1988 (et rénové en 1993). Quatre ans plus tard, en 1997, naissent le journal Palabra à Saltillo et Metro à Mexico. Mural, à Guadalajara, est fondé un an plus tard. En 2004 et 2005, Metro s'étend à Saltillo et à Guadalajara. En 2007 et 2008, Metro s'étend de nouveau à l'État de Mexico et à celui de Puebla. La Reforma, une filiale d'El Norte, est fondé en 1993 à Mexico.

### Attaques de 2012
Le 10 juillet 2012, des hommes armés lancent des grenades contre deux bâtiments du journal. Le 30 juillet, le siège d'El Norte à Monterrey est attaqué par trois hommes masqués qui maîtrisent l'agent de sécurité et incendient le hall du bâtiment. Deux d'entre eux portaient des armes automatiques. Une voiture de police arrive sur les lieux, mais les policiers ne tentent pas d'appréhender les suspects. Il s'agit de la troisième attaque en un mois contre le journal, ce qui laisse penser qu'il s'agit de représailles de la part de trafiquants de drogue contre la couverture médiatique du crime organisé par El Norte.

## Chroniqueurs notables
- Armando Fuentes Aguirre (Catón), écrivain et analyste politique
- Carmen Aristegui, journaliste politique
- Rosaura Barahona, enseignante, essayiste
- Carlos Fuentes, écrivain, essayiste
- Carlos Monsiváis, écrivain, essayiste, journaliste
- Denise Dresser, analyste politique
- Enrique Krauze, historien
- Everardo Elizondo, économiste
- Gabriel Zaid, écrivain, poète, ingénieur
- Germain Dehesa, écrivain et commentateur politique
- Homero Aridjis, poète, écologiste
- Jorge Castañeda, intellectuel, universitaire, ancien ministre des Affaires étrangères
- José Woldenberg, analyste politique, ancien président de l'IFE
- John Villoro, écrivain
- Lorenzo Meyer, historien et analyste politique
- Miguel Ángel Granados Chapa, intellectuel et analyste politique
- Mario Vargas Llosa, écrivain, essayiste
- Paco Calderón, caricaturiste politique
- Sergio Aguayo Quezada, analyste politique
- Alan Rivera, journaliste, analyste politique, producteur de nouvelles, talent télé
- Lucrecia Lozano analyste politique, universitaire
- Roberto Javier Mora García, journaliste policier assassiné

## Voir également
- Liste de journaux au Mexique